# Gonçal
Gonzalo Perales Roy, född i Sants i Barcelona, är en katalansk (spansk) musikskapare, körledare samt ljud- och videotekniker.
Roy har sedan 2006 producerat fem egenkomponerade musikalbum via artist- och gruppnamnet Gonçal.
Musiken är i flera fall med kopplingar till musikalprojekt eller med musikpastischer på Beach Boys eller The Beatles. De senare albumen har direkt eller indirekt relaterat till Kataloniens historia eller 2010-talets katalanska självständighetsprocess. Han har även skrivit musik för olika TV- och filmproduktioner.

## Biografi

### Bakgrund
Gonzalo Perales är från Barcelona-stadsdelen Sants. Han växte upp i ett musikerhem, eftersom fadern spelade violin i Barcelonas symfoniorkester, och inspiration kom också från broderns samling av poprock-skivor.
Perales skolgång inleddes 1986, med inriktning mot musikproduktion. 2003–2004 studerade han ljudteknik vid Valencias universitet, och 2005–2008 fortsattes musikstudierna på Universitat Ramon Llull i Barcelona.
Han har en bakgrund som musik- och videotekniker inom TV och reklam och har arbetat med Disney Channel och Antena 3, liksom med olika dokumentärfilmer för spanska TVE, katalanska TV3 och fransk-tyska Arte. Han skrev har även arbetat mot datorspelsbranschen och har skrivit musik till spelet 3D Flames Short Cut.
Perales har sedan 2004 även komponerat och producerat musik för film, radio och TV. Där ingår musik till dokumentärfilmer, liksom för ett antal spanska kortfilmsprojekt och TV/webb-serier som The Last Call 'El último tren al Rock'n'roll' och Space Men. Perales musik till 2012 års kortfilm Big Red Sour Apple fick pris som bästa originalmusik vid det årets filmfestival i Sitges; även 2009 fick han pris på samma festival, den gången för originalmusiken till kortfilmen Smiley. Han har även varit verksam som musiklärare, och som körledare har han uppträtt på Barcelonas operahus Liceu och i olika kyrkor.

### Musiker och gruppledare
Som keyboardspelare och sångare har Perales varit medlem bland annat av grupperna och musikprojekten Esferes, Pqliars, Croses i Flanagan, Gerard Sesé och Queen-hyllningsgruppen Queen Must Go on. Tillsammans med Sesé komponerade han temalåten "Mà en mà" ('Hand i hand') för 2013 års stora nationaldagsmanifestation La Via Catalana. Både Queen, The Beatles och Beach Boys har fungerat som musikaliska inspirationskällor genom karriären.

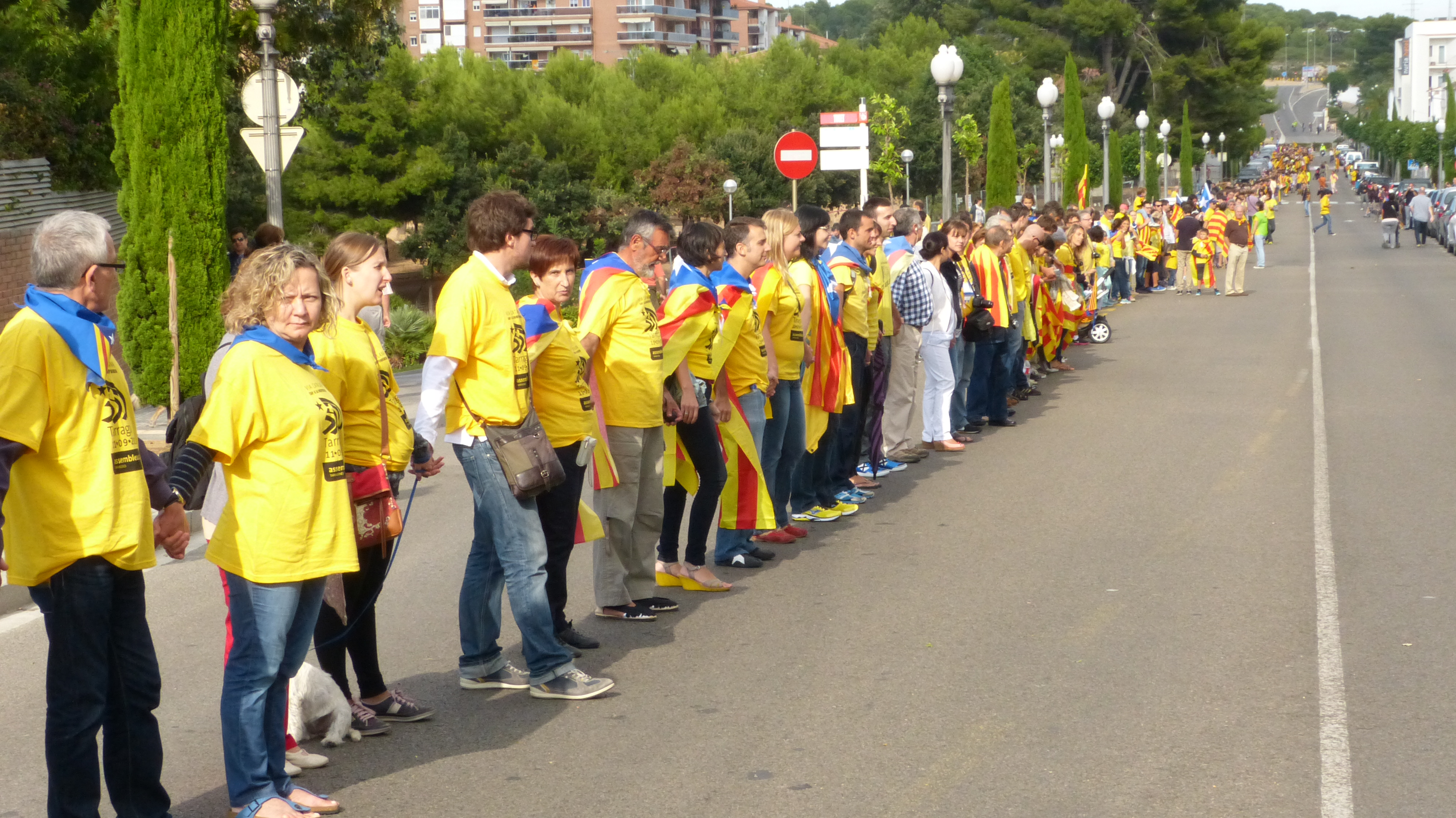
Temasången under La Via Catalana 2013 medkomponerades av Gonzalo Perales.

Gonzalo Perales albumdebuterade 2006 med Cançons hamburguesa, en hyllningsskiva till Beach Boys och dess Brian Wilson. Både albumtiteln (katalanska för 'hamburger-sånger') och hästbilden på skivomslaget är i stil med Beach Boys och dess Pet Sounds. Albumet presenterades via gruppnamnet Gonçal, en "katalansk" stavning av Gonzalo Perales eget förnamn, och musikstilen var en symfonisk form av pop.
Året efter kom albumet Sol. Denna utgåva, med sitt psykedeliskt blommiga omslag, var en mer allmän pastisch på det sena 1960-talets flower power-musik och -kultur.

### Två katalanska temaalbum
Nästa album var ett rent temaalbum kring katalansk identitetet. 2009 års Poble no identificat ('Oidentifierat folk') hade som "presentatör" utomjordingen Francesc Macià, som åker i sin farkost till en planet med de katalanskspråkiga områdena i östra Spanien tydligt utmärkta. Albumet utformades som en musikal med ett drygt halvdussin talade passager och låttitlar som "N'hi ha que viatgen estrellats" ('Vissa färdas efter stjärnorna'; jämför den separatiska katalanska flaggan), "La dama d'Aragó" ('Damen från Aragonien') och "Sardana marciana" ('Marsiansk sardana'). Det gjordes även en scenversion av historien.

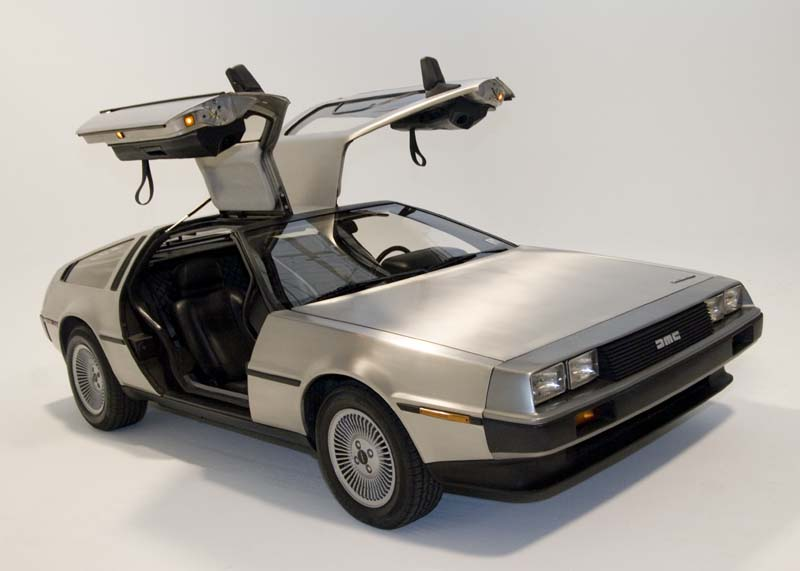
En sådan här tidsmaskin figurerade på Back to Catalonia-albumet.

Två år senare utvecklades idén med ett musikalalbum på temat Katalonien ytterligare. Back to Catalonia hämtade både grundidén och halva titeln från filmserien Tillbaka till framtiden. Titelpersonen, en viss "Martí" från framtidens självständiga Katalonien, reser i tiden i sin DeLorean DMC-12-inspirerade tidsmaskin och gör valda nedslag i den katalanska historien. De historiska episoderna behandlas här med en satirisk ton inspirerad av stilen i TV-programmet Polònia och Monty Pythons historiska parodier.
På albumet, som kom ut på det Reus-baserade skivbolaget Edicions Singulars, medverkade musikerna Jordi Rabascall, Manel Romero, Alfredo Canalejas, David Demestres och Beth Bardagí. I samband med utgivningen turnerade Gonçal runt Katalonien med en musikalversion av albumets låtar, vilka även spreds på Internet i form av musikvideor. I turnéföreställningen – regisserad av Sergi Vallès – medverkade bland andra Núria Feliu (berättare), Lluís Soler, Narcís Perich och Gerard Sesé på scen.
Back to Catalonia producerades i början av den katalanska självständighetsprocess som havererade i samband med utropandet av den kortlivade republiken Katalonien hösten 2017. På albumet finns sången "El camí del referèndum" ('Vägen till folkomröstningen'), vilket skulle motsvara den rådgivande folkomröstning om självbestämmande som arrangerades hösten 2014. Gonçal lät i sin historia denna framtida händelse utmynna i Kataloniens bildande som självständig stat.

### Senare år
Under 2010-talet har gruppkonstellationen Gonçal i övrigt varit inaktiv i långa perioder, medan Perales verkat som teatermusiker, musiklärare och filmkompositör. 2017 återkom man dock med albumet Suite de suites (franska för 'Följdernas följd'). Även denna produktion hade koppling till den katalanska självständighetsprocessen, som detta år gick mot sitt klimax med utropande av en republik och efterföljande ingripanden från Spanien för att få kontroll över utvecklingen. På albumomslaget syntes de fyra ikoniska kolonnerna på Barcelonas konstmuseums trappa, framför ett cirkustält.
Albumet marknadsfördes bland annat via den parodiska sången "Profe tinc pipí" ('Magistern, måste kissa'). Den lanserades som singel redan 2015.

## Musikproduktioner
Nedan listas egenkomponerad musik för egen utgivning eller för olika TV- och filmproduktioner. Rubriken "Övriga grupperingar" anger olika slags medverkan, inklusive som musiker i produktionen.

### Som Gonçal
- speltid: 47:32

1. "Burguer Song" – 3:00
2. "Història perfecta" ('Perfekt historia') – 2:27
3. "T'estimo tant" ('Jag älskar dig så') – 3:59
4. "Ves ja! Oh nena, a fer surf aquí" ('Kom nu! Åh, tösen, kom hit och surfa') – 2:47
5. "Sempre" ('Alltid') – 2:47
6. "Tito" – 4:24
7. "M'he enamorat" ('Jag har blivit kär') – 3:03
8. "Laia" – 3:44
9. "Com estàs?" ('Hur mår du?') – 5:10
10. "Àngel" ('Ängel') – 3:29
11. "Viatgers en glòria" ('Ärans resenärer') – 3:44
12. "Pet Song" (instrumental) – 3:01
13. "El conte de l'home que sempre vestia de negre" ('Sagan om mannen som alltid klädde sig i svart') – 3:57

- speltid: 44:47

1. "Ara toca no" ('Nu är det inte tid') – 1:55
2. "En el bar" ('I baren') – 2:32
3. "Perdut en el temps" ('Förlorad i tiden') – 2:56
4. "Ja veig un altre sol" ('Nu ser jag en annan sol') – 2:37
5. "Xiscle oprimit" ('Undertryckt skrik') – 5:02
6. "Escolta el que et dic" ('Hör vad jag säger till dig') – 2:00
7. "No recordo res" ('Jag minns inget') – 3:31
8. "Temps" ('Tid') – 3:32
9. "Si tu vols" ('Om du vill') – 2:54
10. "Noies en català" ('Tjejer på katalanska') – 2:00
11. "Memòria selectiva" ('Selektivt minne') – 2:27
12. "Tan lluny" ('Så långt bort') – 2:50
13. "Si véns amb mi" ('Om du kommer med mig') – 2:09
14. "El sol" ('Solen') – 8:23

- speltid: 76:14

1. "Narració #1" ('Berättande #1') – 2:12
2. "N'hi ha que viatgen estrellats" ('Det finns bara stjärnresor') – 3:27
3. "Narració #2" ('Berättande #2') – 2:12
4. "Paseo por la castellana" ('Promenad på kastilianskt vis') – 6:16
5. "Narració #3" ('Berättande #3') – 1:49
6. "Hola & Goodbye" ('Hej & tjena moss') – 3:36
7. "Narració #4" ('Berättande #4') – 1:30
8. "Ja sóc aquí" ('Nu är jag här') – 4:33
9. "Narració #5" ('Berättande #5') – 1:44
10. "Tinc una pregunta a vostè" ('Jag har en fråga till er') – 3:18
11. "Interludi horitzontal" (Instrumental) ('Horisontellt mellanspel') – 3:02
12. "Narració #6" ('Berättande #6') – 2:06
13. "Una marciana a la fi del món" ('En marsianska vid världens ände') – 2:44
14. "Hipoteca gal·làctica" ('Galaktiskt låneinstitut') – 4:48
15. "Aula d'educació" ('Skolaula') – 3:48
16. "Narració #7" ('Berättande #7') – 1:35
17. "Rumbla" ('Rumbla', rumba+rambla) – 2:17
18. "Muntanyes regalades" ('Fådda berg') – 2:47
19. "La Dama d'Aragó" ('Aragonska damen') – 2:33
20. "El rossinyol" ('Näktergalen') – 4:12
21. "Sardana marciana" ('Marsiansk sardana') – 4:08
22. "Narració #8" ('Berättande #8') – 5:51
23. "A l'espai" ('I rymden') – 2:34
24. "El cant dels ocells" ('Fågelsången') – 3:11

- speltid: 66:02

1. "Preàmbul" ('Prolog') – 5:58
2. "Homínid no vadis" ('Hominid, gå inte') – 6:20
3. "Got Save Berenguer" ('Got må rädda Berenguer') – 8:32
4. "Jaume Primer" ('Jakob Iʼ') – 4:35
5. "Els Almogàvers" ('Almogavarerna') – 4:36
6. "Onze de setembre" ('11 september[a]) – 5:40
7. "Dotze de setembre" ('12 september'[b]) – 9:25
8. "Franquisme" ('Frankism') – 4:03
9. "La Transició" ('Berättande #5') – 4:15
10. "El camí del referèndum" ('Vägen till folkomröstningen') – 7:28
11. "Comiat" (Instrumental) ('Avsked') – 2:14
12. "Viatger en el temps" ('Tidsresenär') – 2:57

- speltid: 61:36

1. "Profe tinc pipí" ('Magistern, måste kissa') – 2:07
2. "Una nota a l'agenda" ('En not i kalendern') – 2:26
3. "Torna el cole" ('Skolan börjar igen') – 3:51
4. "Ets el número 1" ('Du är nummer 1ʼ') – 2:49
5. "Solomillo de nandrolonas" ('skinka av nandrolon') – 3:08
6. "Respétame" (spanska: 'Respektera mig') – 3:02
7. "Que comenci la funció" ('Låt ceremonin ta sin början') – 4:03
8. "El domador covard" ('Den fega djurtämjaren') – 2:01
9. "El pallasso ploraner" ('Den gråtfärdiga clownen') – 2:56
10. "El meu nou barri de Sants" ('Min nya stadsdel Sants') – 2:37
11. "La nit" ('Natten') – 7:50
12. "Calidoscopi" ('Kalejdoskop') – 2:25
13. "Suite de suites" (franska: 'Följders följd') – 15:43
14. "My Teacher" – 6:38

### Övriga grupperingar
- 2004 – Wow! (Croses)[23]
- 2008 – La revetlla arriba quan vol (Rovell D’ou)
- 2009 – Que te vaya bien (Flanagan; som keyboardist[22])
- 2009 – Sota la dutxa (med Gerard Sesé)
- 2010 – Ajuda’m a canviar el món (med Gerard Sesé)

### TV- och filmmusik[24]
- 2004 – Entrelazos (kortfilm)
- 2005 – Rim och El secreto de Lidia (kortfilmer)
- 2007 – La pesca perfecta (kortfilm)
- 2008 – El fin de la espera (dokumentär)
- 2011 – El Desayuno (kortfilm)
- 2012 – Sumiller (kortfilm), Big Red Sour Apple (kortfilm; pris för bästa originalmusik på Sitges internationella filmfestival) och Gravity (kortfilmer)
- 2013 – Matches, Secretos, El amor a los 20 años, Extraordinaria, The Fallen och Bala perduda (kortfilmer)
- 2014 – La carrera (kortfilm) och Griff nach der Weltherrschaft (TV-serie)
- 2016 – The Equalizer (dokumentär), Legado och Falsas esperanzas (kortfilmer)
- 2017 – Impulso och La habitación de las estrellas (kortfilmer)
- 2017–18 – The Last Call 'El último tren al Rock'n'roll' (TV-serie)
- 2019 – Space Men (TV-serie)